# Lillträsk (sjö i Finland, Nyland, lat 60,21, long 24,22)
Lillträsk är en sjö i Sjundeå kommun i Finland.   Den ligger i landskapet Nyland, i den södra delen av landet, 40 km väster om huvudstaden Helsingfors. Lillträsk ligger 61 meter över havet. I omgivningarna runt Lillträsk växer i huvudsak barrskog. Arean är 6,8 hektar och strandlinjen är 1,4 kilometer lång. Sjön  ingår i Sjundeå å huvudavrinningsområde. 